# 1533
1533 (MDXXXIII) a fost un an comun al calendarului iulian, care a început într-o zi de miercuri.

## Nașteri
- 27 septembrie: Ștefan Báthory, principe al Transilvaniei (1571-1575) și rege al Poloniei (1575-1586), (d. 1586)
- 22 noiembrie: Alfonso di Ercole II d'Este, Duce de Ferrara (d. 1597)

## Decese
- 25 iunie: Maria Tudor, a treia soție a regelui Ludovic al XII-lea al Franței (n. 1496)
- 6 iulie: Ludovico Ariosto, poet renascentist italian (n. 1474)